# Grangeville
La ville de Grangeville est le siège du comté d'Idaho, situé dans l'Idaho, aux États-Unis. Sa population s’élevait à 3 141 habitants lors du recensement de 2010, estimée à 3 166 habitants en 2016.

## Démographie
| Groupe                | Grangeville | Idaho | États-Unis |
| --------------------- | ----------- | ----- | ---------- |
| Blancs                | 94,8        | 89,1  | 72,4       |
| Métis                 | 1,9         | 2,5   | 2,9        |
| Amérindiens           | 1,4         | 1,4   | 0,9        |
| Autres                | 0,9         | 5,1   | 6,4        |
| Asiatiques            | 0,6         | 1,2   | 4,8        |
| Afro-Américains       | 0,2         | 0,6   | 12,6       |
| Hawaïens et Océaniens | 0,1         | 0,2   | 0,2        |
| Total                 | 100         | 100   | 100        |
|                       |             |       |            |
| Latino-Américains     | 3,6         | 11,2  | 16,7       |

| 1880 | 1890 | 1900  | 1910  | 1920  | 1930  |
| ---- | ---- | ----- | ----- | ----- | ----- |
| 129  | 540  | 1 132 | 1 534 | 1 439 | 1 360 |

| 1940  | 1950  | 1960  | 1970  | 1980  | 1990  |
| ----- | ----- | ----- | ----- | ----- | ----- |
| 1 929 | 2 544 | 3 642 | 3 636 | 3 666 | 3 226 |

| 2000  | 2010  | - | - | - | - |
| ----- | ----- | - | - | - | - |
| 3 228 | 3 141 | - | - | - | - |

Selon l'American Community Survey pour la période 2011-2015, 96,14 % de la population âgée de plus de 5 ans déclare parler l'anglais à la maison, 0,96 % déclare parler l'espagnol et 2,90 % une autre langue.

## Personnalités notables
- Charlotte May Pierstorff, fillette américaine demeurant à Grangeville expédiée chez sa grand-mère via le service des colis postaux des États-Unis en 1914

## Source
- (en) Cet article est partiellement ou en totalité issu de l’article de Wikipédia en anglais intitulé « Grangeville, Idaho » (voir la liste des auteurs).